# Charlestown (Cornwall)
Charlestown is een plaats in de civil parish St Austell Bay, in het Engelse graafschap Cornwall. 